# 960 Birgit
960 Birgit eller 1921 KH är en asteroid i huvudbältet, som upptäcktes den 1 oktober 1921 av den tyske astronomen Karl Wilhelm Reinmuth i Heidelberg. Den är uppkallad efter den svenske astronomen Bror Asplinds dotter Birgit Asplind.
Asteroiden har en diameter på ungefär 7 kilometer och den tillhör asteroidgruppen Flora.